# Stubbins Ffirth
Stubbins H. Ffirth (* 1784 in Salem (New Jersey); † 1820) war ein US-amerikanischer Arzt, der durch Selbstversuche zu Gelbfieber-Infektionen bekannt wurde.

## Wirken
Nach der Gelbfieberepidemie in Philadelphia 1793 schrieb sich Ffirth bald darauf an der University of Pennsylvania ein. Als Arzt in Ausbildung stellte er später Untersuchungen zur Infektiosität des Gelbfiebers an, um sein Medizinstudium mit einem Grad abzuschließen. Zu diesem Zweck führte er einige Selbstversuche durch.
Ffirths Ziel war es, zu beweisen, dass es sich bei Gelbfieber nicht um eine Infektionskrankheit handelte. Ausgehend von der Beobachtung, dass die Zahl der Gelbfiebererkrankungen im Sommer deutlich höher als im Winter war, und durch Patientenbeobachtungen, stellte er die Vermutung auf, dass es sich bei Gelbfieber um eine Krankheit handele, die vor allem durch eine gesteigerte Erregung wie Hitze, Essen oder Lärm ausgelöst wurde. Infolgedessen begann er ab 1802, sich das typische schwarze Erbrochene auf verschiedenste Weise zu injizieren. Praktiken waren dabei das Einführen über Einschnitte im Arm, Einträufeln in den Augenbereich, Inhalation von Dämpfen des Erbrochenen, sowie dem verschiedenartigen Verzehr desselben. Anschließend führte er andere Körperflüssigkeiten wie Blut, Urin und Speichel in seinen Blutkreislauf ein. Bei all diesen Versuchsreihen kam es nur zu kleineren Erscheinungen wie Kopfschmerzen, Schweißausbrüchen, Übelkeit oder Entzündungen, jedoch nicht zu einer Infektion mit Gelbfieber. Seine Ergebnisse veröffentlichte er und reichte sie 1804 bei der University of Pennsylvania erfolgreich als Dissertationsschrift ein, woraufhin er promoviert wurde.
Später fand man heraus, dass das Gelbfieber tatsächlich durch Stechmückenstiche übertragen wird und das Gelbfieber-Virus die Ursache ist. Dies erklärt einerseits den Unterschied der Krankheitszahlen zwischen Sommer und Winter, wirft andererseits aber auch die Frage auf, wieso Ffirth nicht erkrankte. Vermutungen gehen über pures Glück bis hin zur Annahme, dass die Patienten, deren Körperflüssigkeiten Ffirth verwendete, sich in einem späten Krankheitsstadium befanden, in dem keine Übertragung mehr stattfindet.